# Kokoroba
Kokoroba est une commune située dans le département de Fô de la province du Houet dans la région du Hauts-Bassins au Burkina Faso.

## Éducation et santé
La commune de Kokoroba accueille un centre de santé et de promotion sociale (CSPS).